# Macleaywallaby
De Macleaywallaby (Dorcopsulus macleayi) is een zoogdier uit de familie van de kangoeroes (Macropodidae). De wetenschappelijke naam van de soort werd voor het eerst geldig gepubliceerd door Nicholas Miklouho-Maclay in 1885.

## Beschrijving
Bij de Macleaywallaby is niet meer dan een derde van de staart onbehaard, in tegenstelling tot Dorcopsulus vanheurni, waar ongeveer de helft van de staart naakt is. De kop-romplengte bedraagt 435 tot 460 mm, de staartlengte 315 tot 346 mm, de achtervoetlengte 98,6 tot 107 mm, de oorlengte 36,5 tot 44,7 mm en het gewicht 2500 tot 3400 g.

## Voorkomen
De soort komt voor aan de zuidkant van de Centrale Cordillera van Nieuw-Guinea oostelijk van Mount Karimui op 1000 tot 1800 m hoogte. Deze soort leeft van fruit.